# Trypol
Trypol, Trypole (ukr. Трипілля, Trypilla) – wieś w rejonie obuchowskim obwodu kijowskiego na Ukrainie, około 40 km na południe od Kijowa, nad rzeką Dniepr. 2800 mieszkańców (stan na 1 stycznia 2005).

## Opis
Wieś zdobyła światową sławę w wyniku wykopalisk przeprowadzonych przez Wikientija Chwojkę (Vincenc V. Chvojka) w 1897, które odsłoniły ślady cywilizacji eneolitycznej, nazwanej od miejsca pierwszego odkrycia trypolską. Zajmuje obszar około 100 hektarów na obrzeżach, w pobliżu drogi do wsi Szczerbaniwka. W różnych częściach wioski znaleziono pozostałości osad z wczesnej epoki żelaza, w szczególności w rejonie uroczyska Kyseliwka. Za płaskowyżem znajdują się kopce czasów scytyjskich, z których część została odkryta przez Сhwojkę. Odkryto tutaj również ślady późniejszej kultury zarubinieckiej, grodzisko i cmentarz ciałopalny.
Jako miasto Trypol został założony w X-XI wieku przez książąt kijowskich. Wspomniany jest około 20 razy w kronikach jako miejsce przekraczania Dniepru i potyczek z Połowcami. Terytorium miasta, ustalone przez znaleziska archeologiczne, w XI-XIII wieku obejmowało wzgórze Posadowa Góra i obszar u jego podnóża, zaledwie około 30 hektarów. Miasto miało „bramę wodną” wspomnianą w kronice. Wykopaliska archeologiczne ujawniły ślady zniszczeń w połowie XIII wieku, które można przypisać inwazji mongolskiej. W wykopaliskach znaleziono materiały z XIV-XV wieku, co świadczy o istnieniu miasta w tym okresie.
Na początku XVI wieku miasto stało się własnością bojarów Dedkowiczow (Dedkowicze-Trypolscy), herbu Gozdawa, którzy koło 1550 roku zbudowali tu murowany zamek na wzgórzu. Fundamenty tego zamku z kamienia i litewskich cegieł wzdłuż ulicy Rybalskiej oraz pozostałości walu obronnego przetrwały do dziś. Miasto posiadało trzy kościoły i liczne majątki bogatych mieszkańców. Podczas wykopalisk znaleziono przedmioty z XIV-XVII wieku i kafle ceramiczne.
Zdobyty przez Kozaków podczas powstania Kosińskiego roku 1591, Trypol stał się ich głównym ośrodkiem po 1595. W 1620 roku właściciele miasta, Trypolscy, sprzedali je M. Brzozowskiemu i A. Zborowskiemu. Po 1648 roku powstała kozacka Trypilska Sotnia w ramach pułku kijowskiego. W 1659 Trypol został spalony przez żołnierzy wodza rosyjskiego Wasyla Szeremietiewa. W 1667 roku na mocy traktatu andruszowskiego, wraz z sąsiednimi Stajkami, Trypol został przekazany Rosji (początkowo scedowany na okres dwóch lat). Kijowszczyzna nie została jednak zwrócona, a tym samym Trypol i Stajki pozostały terenem dyskusyjnym pomiędzy Rzecząpospolitą a Rosją, o czym świadczy fakt, że na przełomie 1674 i 1675 król Polski wyznaczył żołnierzom chorążego koronnego kwatery zimowe w tych dwóch miastach, jako należących do Rzeczypospolitej. Załogi moskiewskie ich tam jednak nie wpuściły. Do 1678 roku miasto doznało kilku ataków i zostało całkowicie spalone, co potwierdzają wykopaliska archeologiczne.
Od 1781 roku Trypol należał do obwodu kijowskiego gubernii kijowskiej i stał się znaczącym centrum handlowym. W 1900 r. liczba mieszkańców wynosiła 5,7 tys., a 1919 już 7,9 tys.
W styczniu 1919 roku Trypol stał się centrum powstania przeciwko spisowi Ukraińskiej Republiki Ludowej, kierowanym przez pochodzącego z miasta Atamana Zełenego, a wiosną 1919 centrum antybolszewickiego ruchu w guberni kijowskiej. Za udział w powstańczym ruchu władze radzieckie ukarały około 700 mieszkańców.
W 1956 na wzgórzu Posadowa Góra wzniesiono obelisk ku czci uczestników pochodu trypolskiego. W 1959 otwarto tu muzeum historii Komsomołu. W 2008 r. w pobliżu obelisku wzniesiono pomnik Atamana Zełenego. W 1996 roku w podstaw wzgórza utworzono Regionalne Muzeum Archeologiczne, a 2002 roku wzniesiono obok niego pomnik W. Сhwojki.

Siedziba dawnej gminy Trypol w powiecie kijowskim.

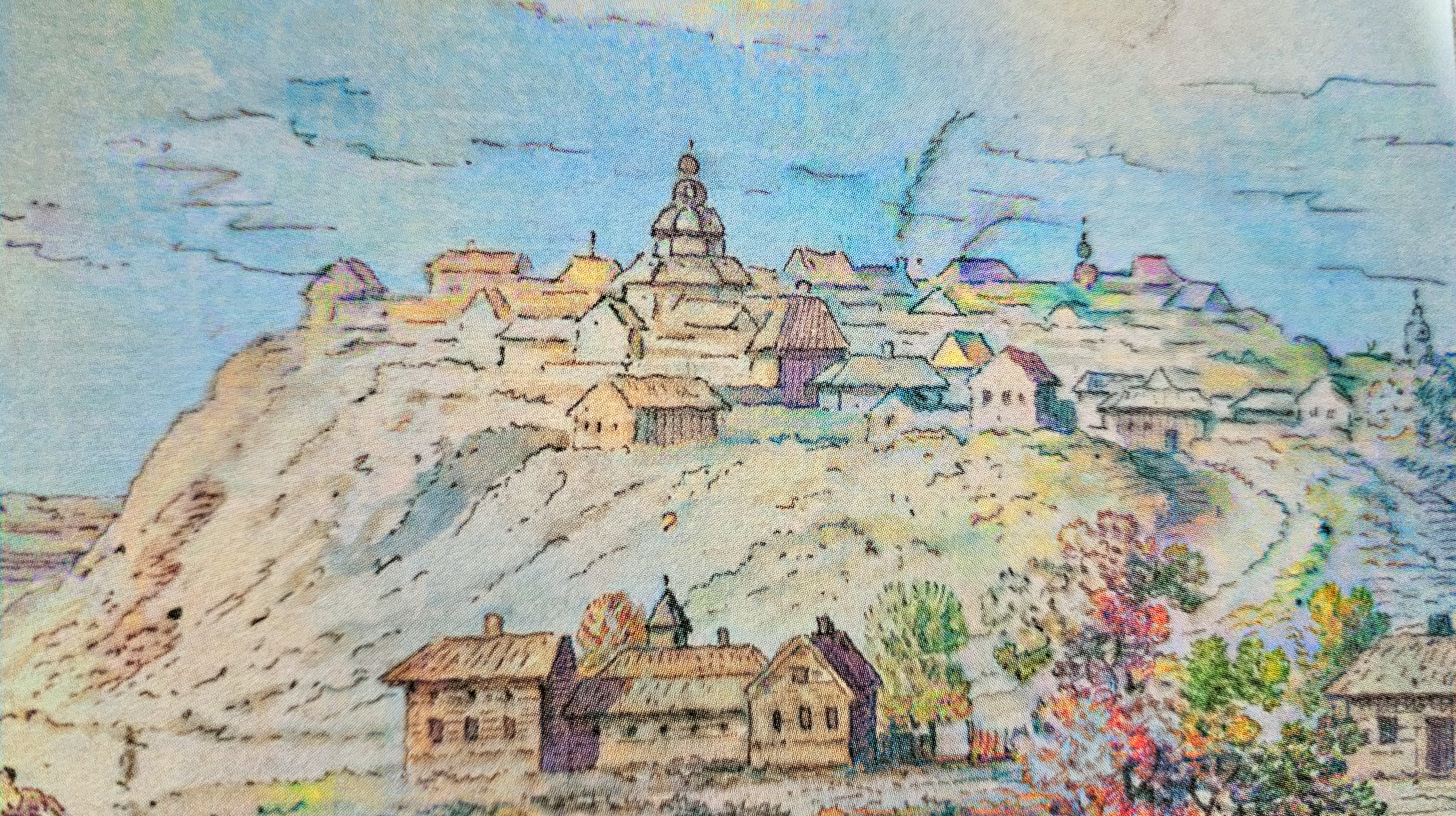
Trypol około 1780 roku, rys. Johann Heinrich Müntz
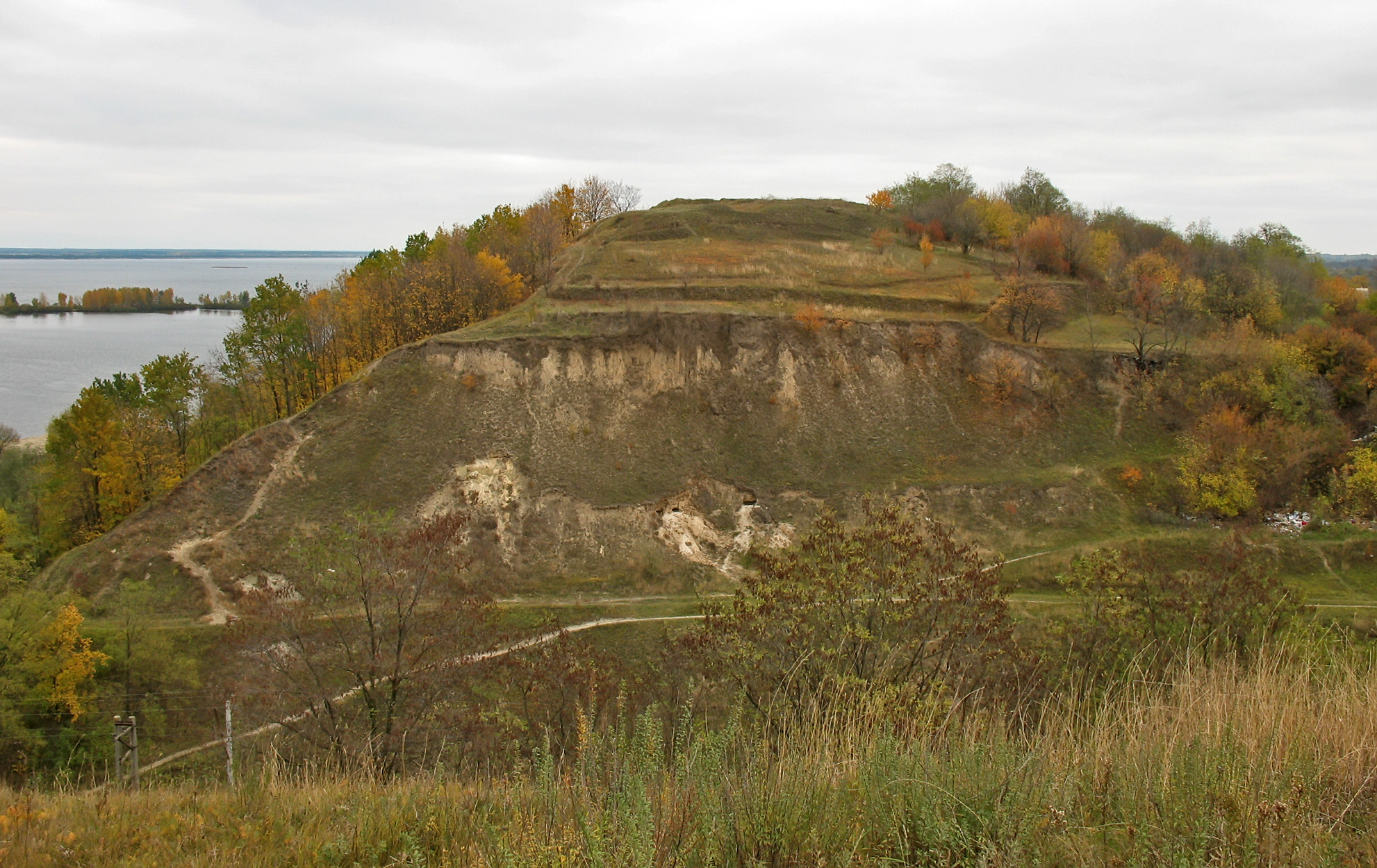
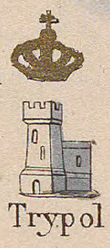
Trypol na mapie
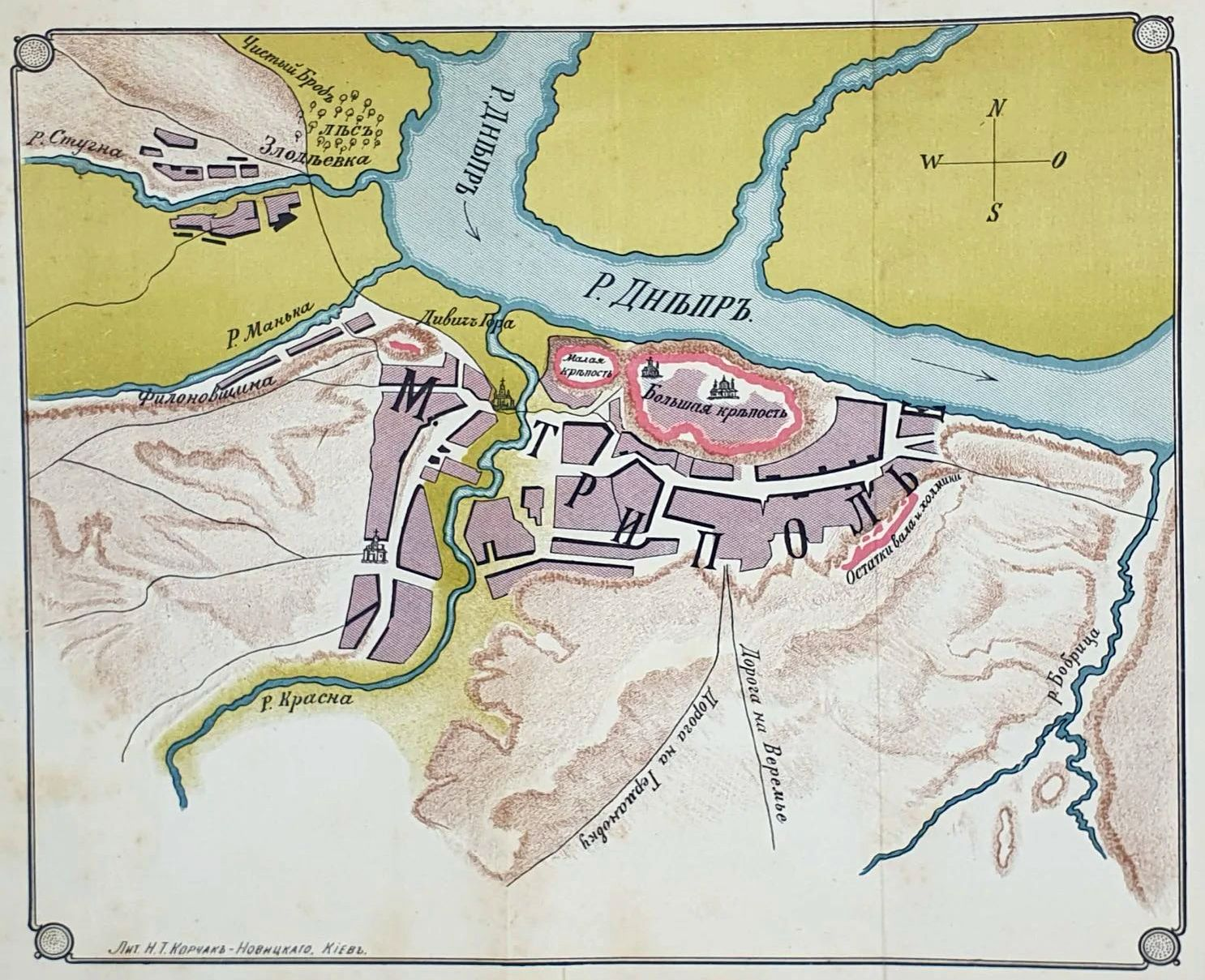
Plan z około 1900 roku